# Хоружий, Юрий Александрович
Юрий Александрович Хоружий (род. 25 января 1989, Корсунь-Шевченковский, Черкасская область, Украина) — украинский спортсмен. Чемпион Украины и США по самбо, вице-чемпион мира рукопашному бою, чемпион мира по грепплингу 2018, версия «NAGA»(North American Grappling Association), мастер спорта Украины по боевому самбо. Многократный победитель и призёр Чемпионатов, кубков и национальных турниров Украины по боевому самбо.

## Биография
Родился 25 января 1989 года в городе Корсунь-Шевченковский, Черкасская область, Украина. В 2006 году окончил среднеобразовательную школу № 1, г. Корсунь-Шевченковский. В 2011 году окончил Национальный университет государственной налоговой службы Украины, учетно-экономический факультет, диплом магистра. В 2015 году окончил «Институт последипломного образования» Киевский Национальный Университет имени Т. Г. Шевченко, юридический факультет.

## Спортивные достижения
- 🥇Чемпион Всестуденческой универсиады по самбо 2007 года
- 🥈Серебряный призёр Чемпионата Украины 2009 года среди юниоров, боевое самбо
- 🥇Чемпион Украины по боевому самбо, 2010 года
- 🥈Серебряный призёр Чемпионата Украины 2011 года среди мужчин, боевое самбо
- 🥈Серебряный призёр Финала кубка Украины 2011 года среди мужчин, боевое самбо
- 🥈Вице- чемпион мира 2011 года по рукопашному бою
- 🥇Чемпион Украины по боевому самбо 2012 года
- 🥇Чемпион USA SAMBO Open Championship 2016, Philadelphia, PA, USA
- 🥇Чемпион USA Northeastern Open International Judo Championships 2016, NJ, USA
- 🥇Чемпион мира по грепплингу 2018 «NAGA»,NJ, USA
- 🥈Серебряный призёр этапа кубка мира по грепплингу North American Grappling Championship 2018 «NAGA»,NJ, USA
- 🥈Вице- чемпион мира по грепплингу 2019 «NAGA», NJ, USA
- 🥇Чемпион штата Нью-Йорк по грепплингу 2020, Manhattan, NY, USA
- 🏆Мастер спорта Украины по боевому самбо
- 🏆Кандидат в мастера спорта, рукопашный бой